# الزراعة في فلسطين

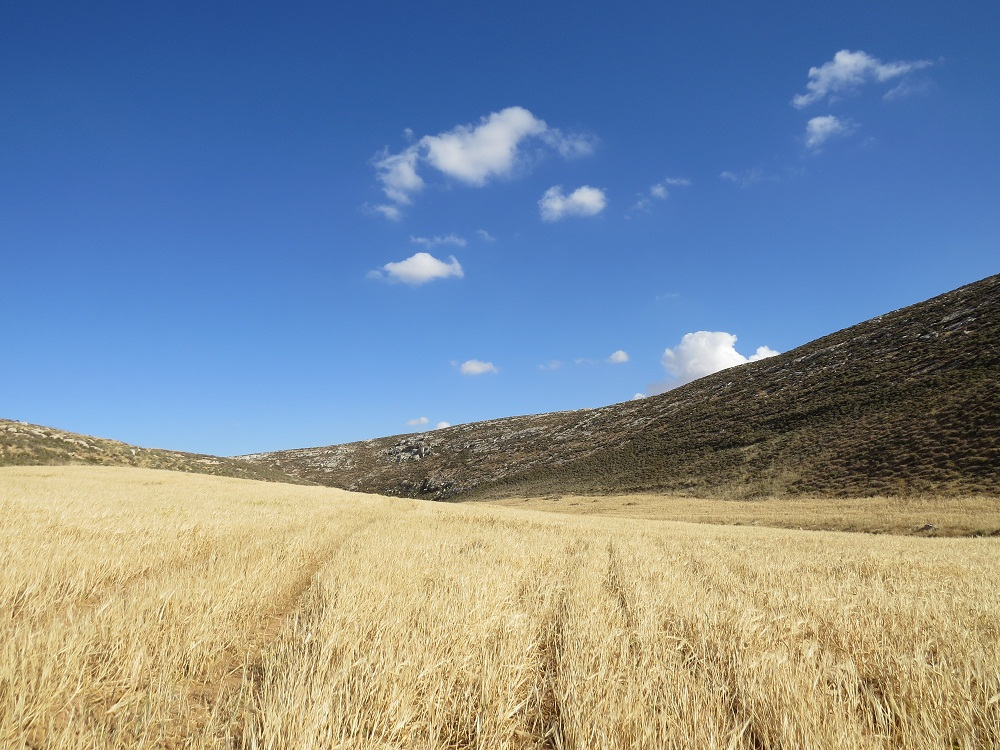
حقول القمح في فلسطين

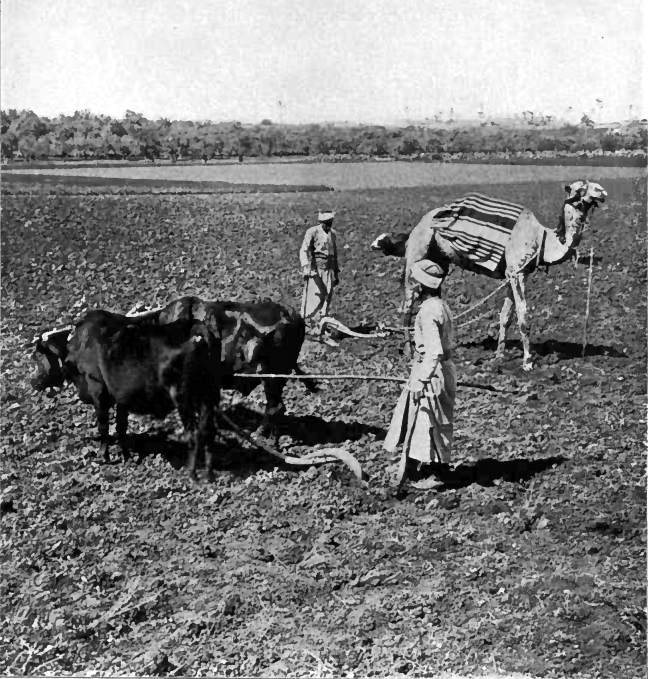
مزارعون فلسطينيون 1912م

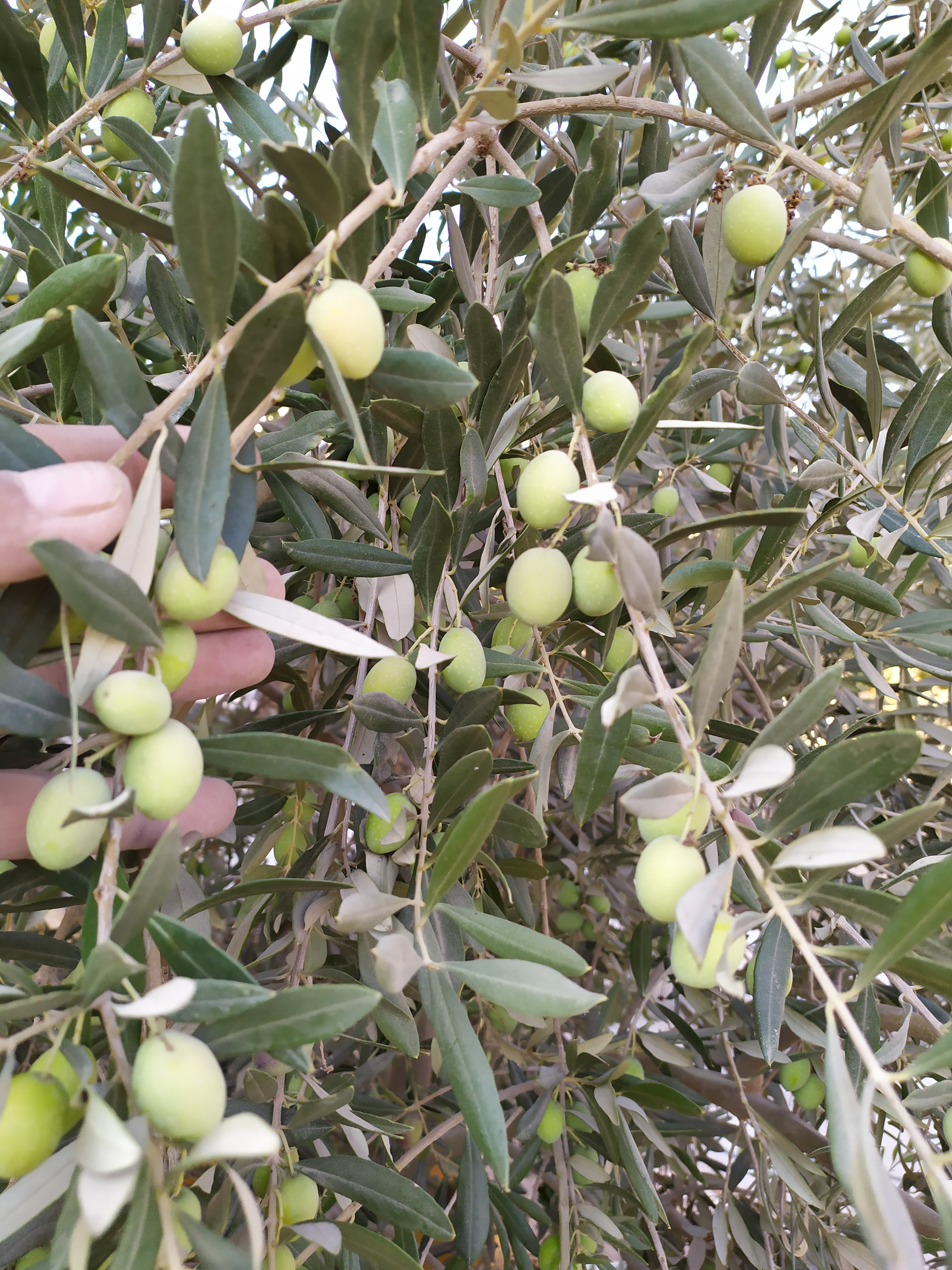
زيتون فلسطيني

الزراعة في فلسطين لها أهمية كبيرة للهوية الفلسطينية لأنها تتعلق بالأرض والتراث الثقافي والحياة الاجتماعية. ولكنها لا ترتقي إلى قدرتها الاستيعابية من حيث التجارة والعمالة، وتأثيرها على الاقتصاد الفلسطيني الحديث ككل محدود.

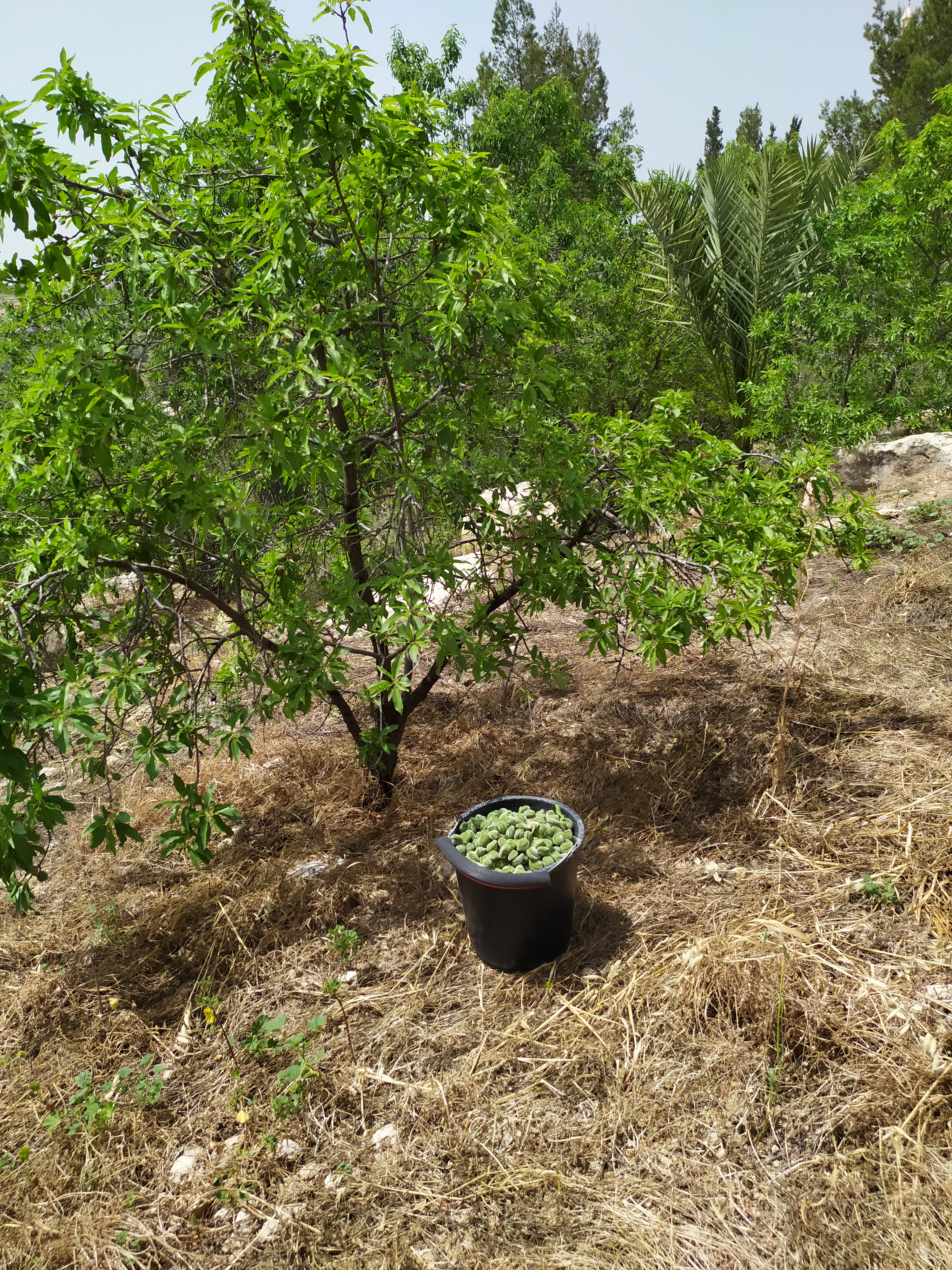
أشجار لوز أخضر صنف مخمل

تواجه الأراضي الزراعية في المناطق الخاضعة للسلطتين الفلسطينية والإسرائيلية توسعا عمرانيا غير محدود، وتتقلص الموارد المتاحة ويصيبها التلوث. فالفلسطينيون أحد أكثر شعوب العالم اعتمادا على الخارج للغذاء، والقطاع الزراعي يتراجع فقد ساهم بنحو 5٪ من الناتج القومي الإجمالي سنة 2009 مقارنة ب13٪ سنة 1993م. وهذا التراجع تتعدد أسبابه بين سياسات إسرائيلية منها نزع الأراضي ومحدودية التحكم في الموارد المائية وصعوبة التصدير للأسواق الخارجية.

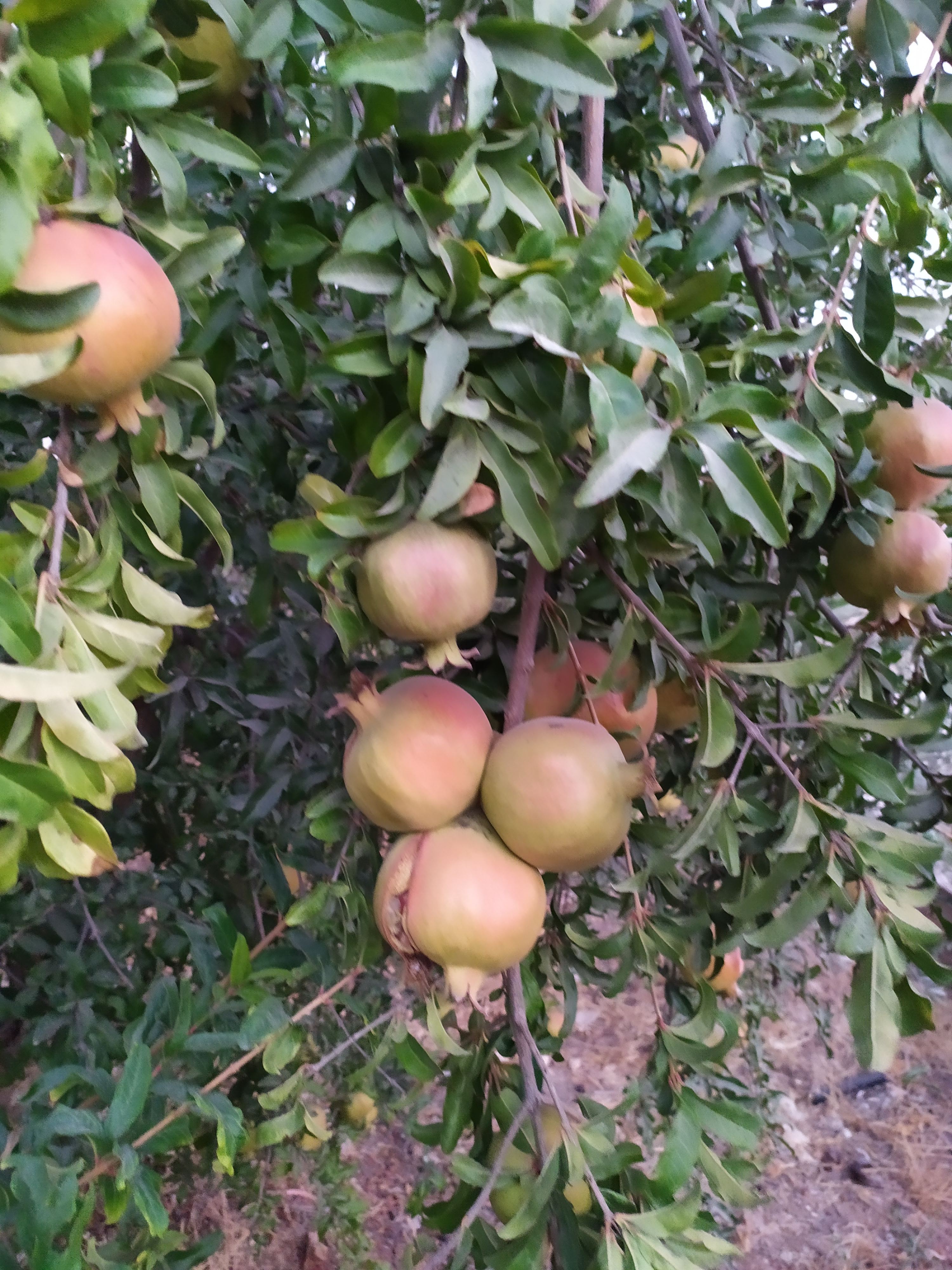
أشجار الرمان

تعتبر الزراعة أحد ركائز الإقتصاد الفلسطيني، بالإضافة إلى زراعة المحاصيل والخضروات، تزرع جميع الأشجار المثمرة، خاصة أشجار الزيتون والنخيل والتين والرمان والأصناف الاخرى.

## زراعة النخيل في فلسطين

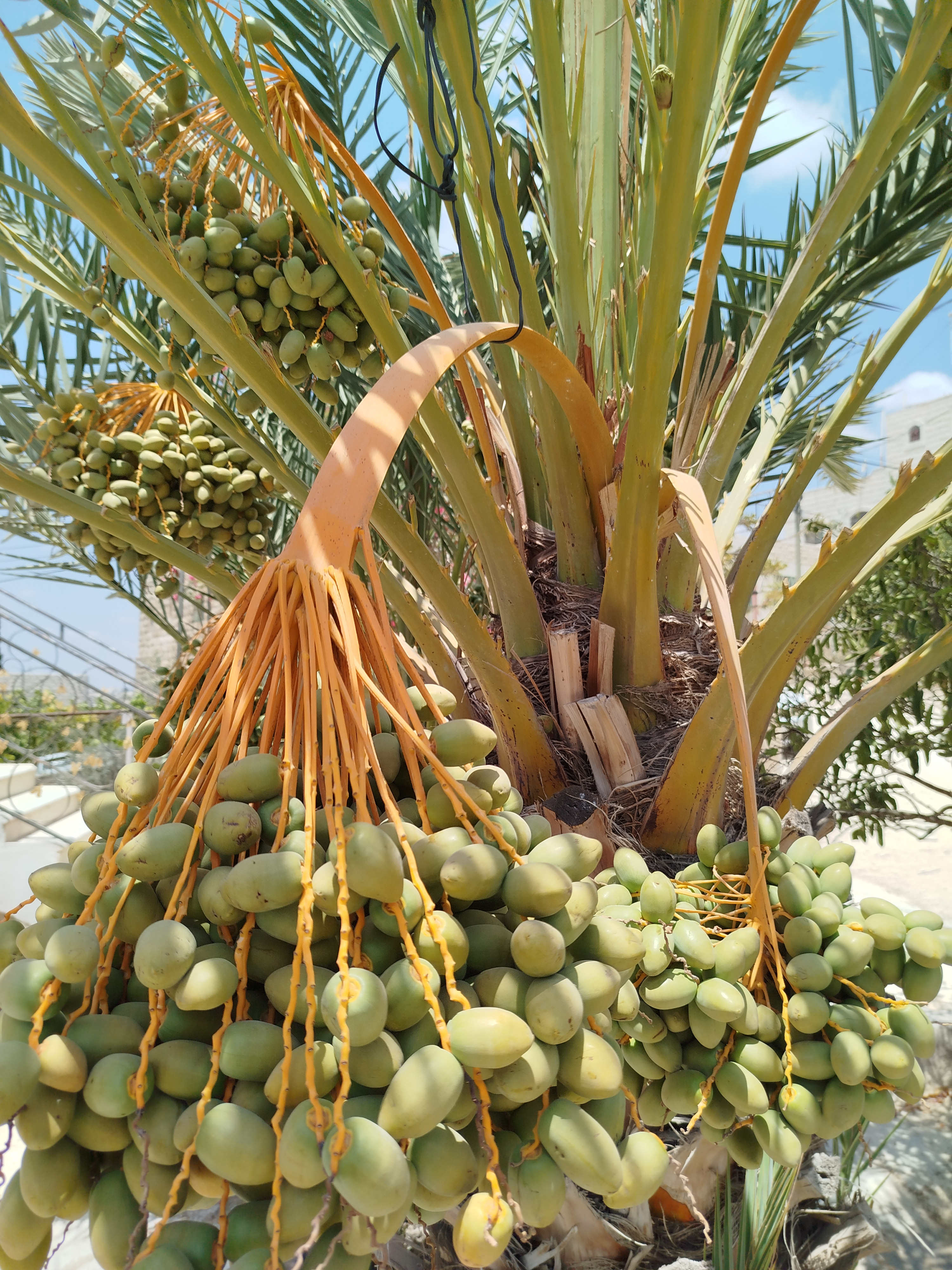
نخيل فلسطين، ثمار أشجار النخيل في الضفة الغربية

تتركز زراعة النخيل في الأراضي الفلسطينية في منطقة أريحا والأغوار في الضفة الغربيّة، وفي دير البلح وخان يونس في قطاع غزة، وبينما يشتهر القطاع بالبلح الأحمر من نوع (حياني)، و(المجهول) في الضفة الغربية.

### التاريخ
عرفت زراعة النخيل في فلسطين منذ آلاف السنين، حظيت باهتمام المزارع الفلسطيني، كونها شجرة ذات قيمة اقتصادية كبيرة، ولها منزلة دينية عظيمة، ومعمرة والقدرة على تحمل العديد من الظروف المناخية.

#### الإقتصاد
- يعتبر قطاع التمور في فلسطين أحد ركائز الاقتصاد الزراعي، تبلغ مساحة الأراضي المزروعة بالنخيل في فلسطين حسب الجهاز المركزي للإحصاء الفلسطيني (النتائج الأولية للتعداد الزراعي 2021) نحو 28943 دونمًا، تمثل ما نسبته 4.3% من أشجار البستنة، منها 27482 دونمًا في الضفة الغربية و1461 دونمًا في قطاع غزة.[6]

- حسب إحصاءات وزارة الزراعة في أيلول 2021 بلغ عدد مزارع النخيل في فلسطين 571 مزرعة، تحتوي على 311 ألف شجرة نخيل، ويعمل فيها أكثر من 5000 عامل، ويبلغ قيمة صادراتها بنحو  35 إلى 40 مليون دولار سنوياً،[7]

#### الإنتاج الفلسطيني من التمور
- ويقدر إنتاج التمور للموسم 2021 بحوالي 13 ألف ونصف طن، يستهلك السوق المحلية الفلسطينية ما كميته 6000 طن من التمور في الضفة الغربية وقطاع غزة سنوياً.

- نسبته 60% من الإنتاج الفلسطيني من التمور يذهب إلى السوق المحلي، وفقط 40% من الإنتاج يتم تصديره من صنف المجول (المجهول).[8]

#### الفوائد الصحية لثمار النخيل
تحتوي ثمرة البلح على معظم المركبات الأساسية اللازمة لبناء جسم الإنسان، والفيتامينات، والعناصر المعدنية: مثل الفسفور والكالسيوم والحديد والمغنيسيوم والصوديوم والكبريت والكلور، والسكريات السهلة البسيطة في تركيبها.

## زراعة الصبر في فلسطين
تنتشر زراعة الصبر في فلسطين وبلاد الشام بكثرة، ويعرف أيضاً بإسم التين الشوكي في مناطق أخرى، يعتبر من المحاصيل الإقتصادية في فلسطين، ومصدر دخل لكثير من العائلات الفلسطينية.

## ميزات نبات الصبر
- تنمو بالأماكن الجافة وهي معمرة كثيراً ولها قدرة عجيبة على مقاومة الجفاف نظراً لسيقانها المليئة بالماء.

- يعتبر الصبر الطعام المفضل للإبل في المناطق الصحراوية على الرغم من أشواكها الحادة المنتشرة على سطح النبتة فيستطيع الجمال والإبل أكلها بسهولة.

- تعتمد النبتة على مياه الأمطار ولا تحتاج الى معاملات زراعية مثل التسميد والتقليم والري التكميلي وعمليات المكافحة.

- يستعمل ضد التصحر ومنع انجراف التربة في المناطق المزروعة بها، ويقوم المزارعين في العديد من المناطق بزراعة هذه النبتة كسياج حول مزارعهم والمناطق الهامشية من الأراضي.

## الوصف النباتي
- يبلغ ارتفاع نبات التين الشوكي حوالي ثلاثة أمتار، وقد يصل إلى أكثر من ذلك، ويتكون النبات من ساق قصيرة تحمل عدداً من الألواح المتصلة بعضها ببعض، ولا تخضع لظاهرة المعاومة في الإثمار، وموسم قطف الثمار يكون في فترة الصيف.

- تمثل زراعة الصبر في فلسطين إرثا توارثه الفلسطينيون عن أجدادهم، فقد زرع الفلسطينيون الصبر منذ القدم في حدائق بيوتهم واستخدموه سياج يحد الأراضي لحمايتها.

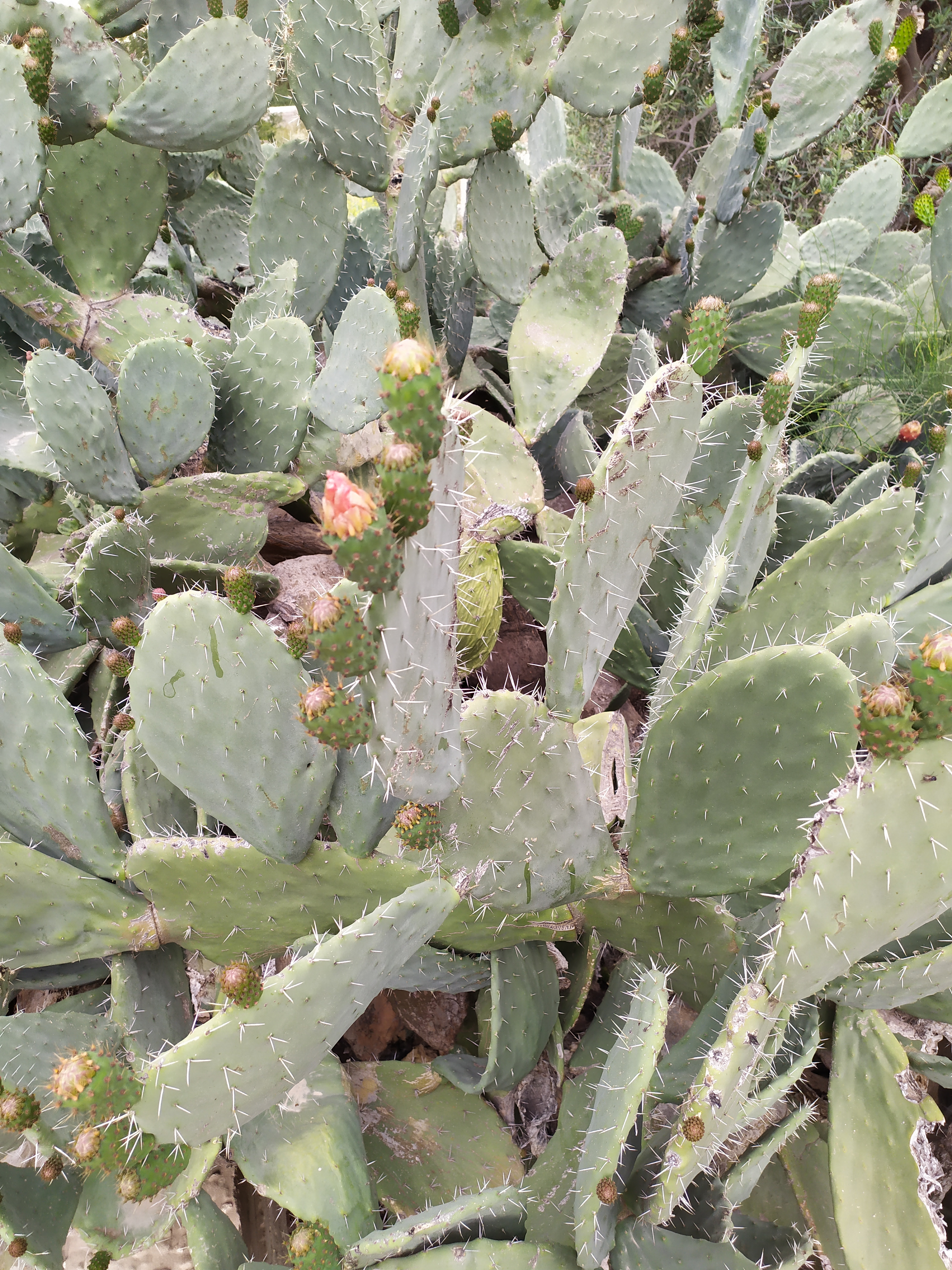
نبات الصبر

- نبات الصبر هذه الشجرة ما زالت حية بين الأنقاض في العديد من المناطق المدمرة والقرى التي هجر منها الفلسطينيون.[11]

## قطف الثمار
يتم قطف الثمار بالعادة في الصباح الباكر قبل جفاف قطرات الندى، لتفادي تطاير أشواكه ودخولها في العيون.

## أنواع الصبر في فلسطين
البلدي: غزير الأشواك؛ لكن ثماره لذيذة جدًا.
الخضاري: أشواكه قليلة وطعمه لذيذ.
الأحمر: أدخل إلى فلسطين حديثًا، يتميز بلون ثمرته الحمراء وطعمه اللذيد.

## الزراعة المنتظمة لأشجار الصبر
أصبحت تنتشر ظاهرة زراعة الصبر بكميات كبيرة ومنظمة وبمساحات كبيرة، بسبب أهمية هذا النبات، ومحاولة إستغلال هذه الشجرة، وبسبب الإهتداء إلى إمكانية دخولها في العديد من الصناعات الدوائية وصناعات ومستحضرات التجميل.

## مساحة الأراضي المزروعة بالصبر في فلسطين
بلغ عدد أشجار الصبر المزروعة في فلسطين حسب الجهاز المركزي للاحصاء الفلسطيني، 12165 شجرة منها 9426 شجرة، في محافظات الضفة الغربية و2739 شجرة في محافظات قطاع غزة.
وبلغت المساحة المزروعة بأشجار الصبر في فلسطين 328.28 دونمًا، منها 285.64 مزروعة في محافظات الضفة الغربية، و42.64 دونم مزروعة في محافظات قطاع غزة.
تقدمت محافظة جنين على باقي المحافظات الفلسطينية في زراعة أشجار الصبر من حيث العدد (2670 شجرة) ومحافظة الخليل من حيث المساحة (77.23 دونمًا).

## التكاثر
يتكاثر  الصبر بواسطة الألواح حيث تغرس في التربة إلى قرب منتصفها تقريباً.
عن طريق البذور.

## الإثمار

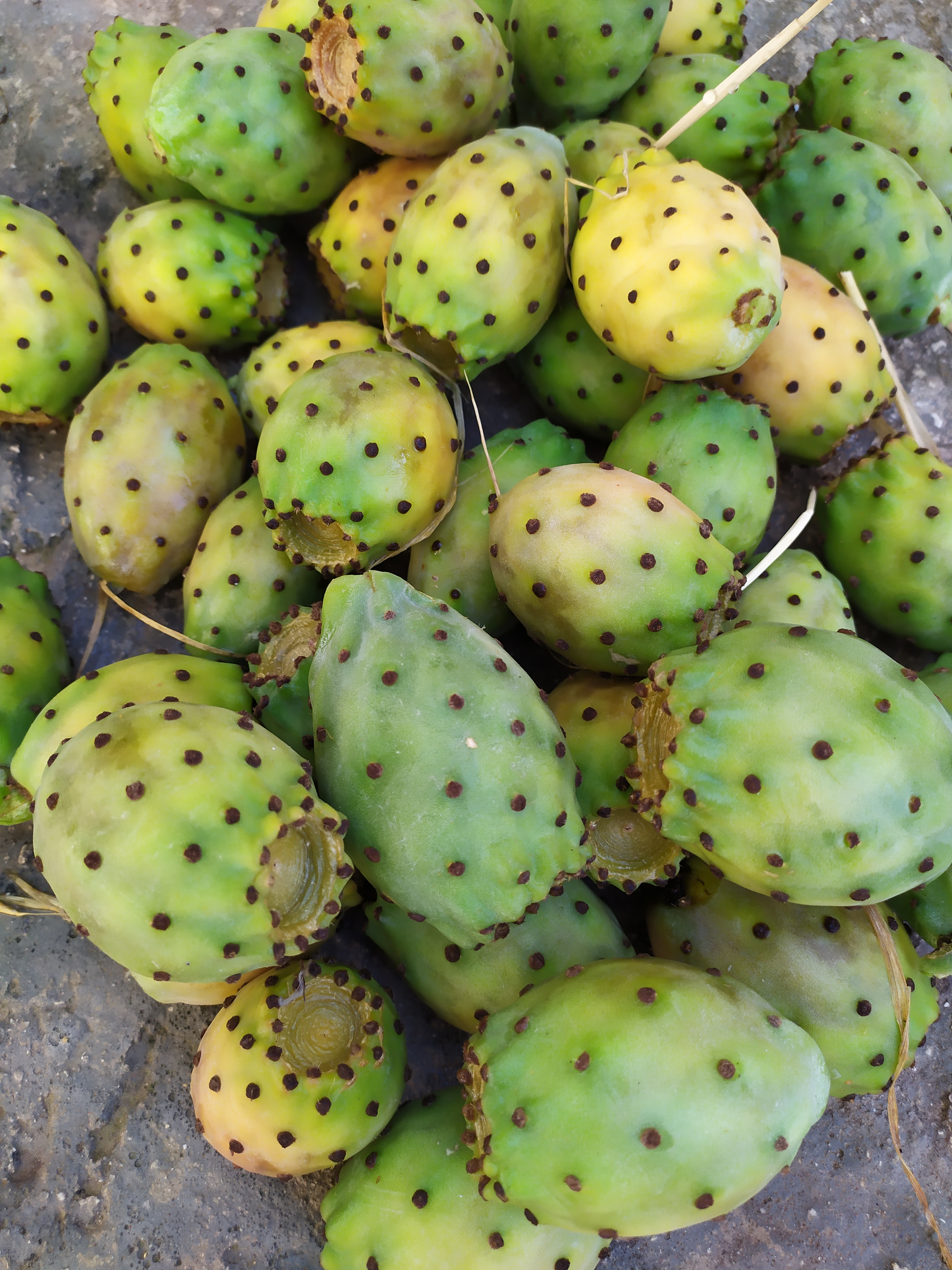
ثمار الصبر

تبدأ أشجار الصبر في التزهير والإثمار من السنة الثالثة بعد الزراعة وتستمر في الإثمار لفترة طويلة.

## فوائد ثمار الصبر
- لا يوصى بأكل كميات من الثمرة قبل الفطور لأن ذلك يؤدي إلى إمساك شديد، ويفضل شرب كأس من الماء عقب أكل الثمار لتجنب حدوث الإمساك.

- يعمل على القضاء على رائحة الفم غير المستحبة.

- مقاومة حالات التشنجات، وعسر البول، والإسهال.

- ينصح بتناول حبّة صبر صباحًا على الريق من أجل تنظيف محتويات الجهاز الهضمي من الفضلات الضارة المتجمعة في الأمعاء.

- يحتوي على نسب عالية من المواد الغذائيّة يحتاجها الجسم.

- يحتوي على كميّات جيّدة من الأملاح المعدنية المختلفة، وبخاصة الفسفور والكالسيوم.

- يحتوي أيضًا على مواد نادرة مضادّة للأكسدة تساعد في الوقاية من الإلتهابات.[14][15]

## صور

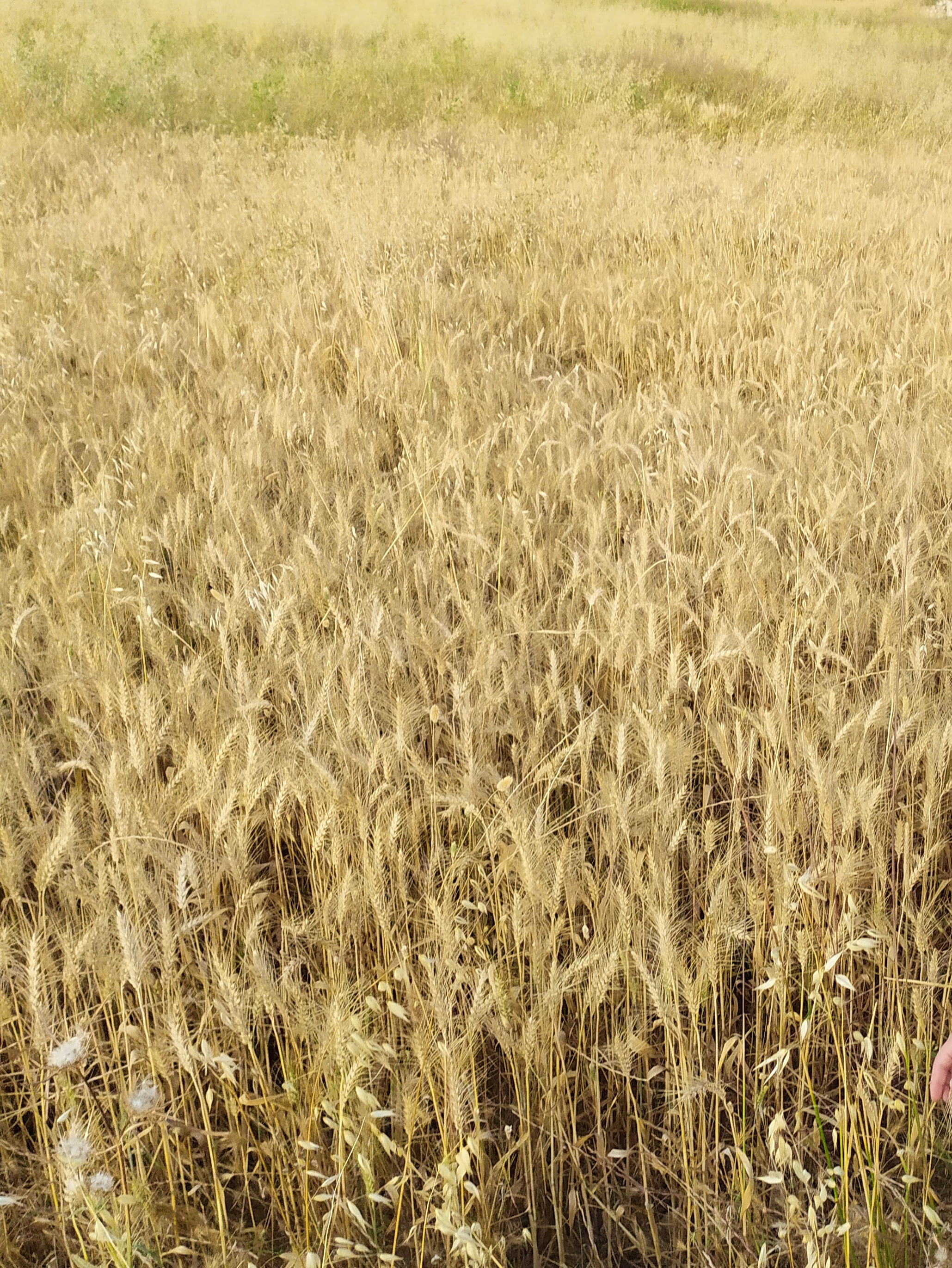
محصول القمح فلسطين
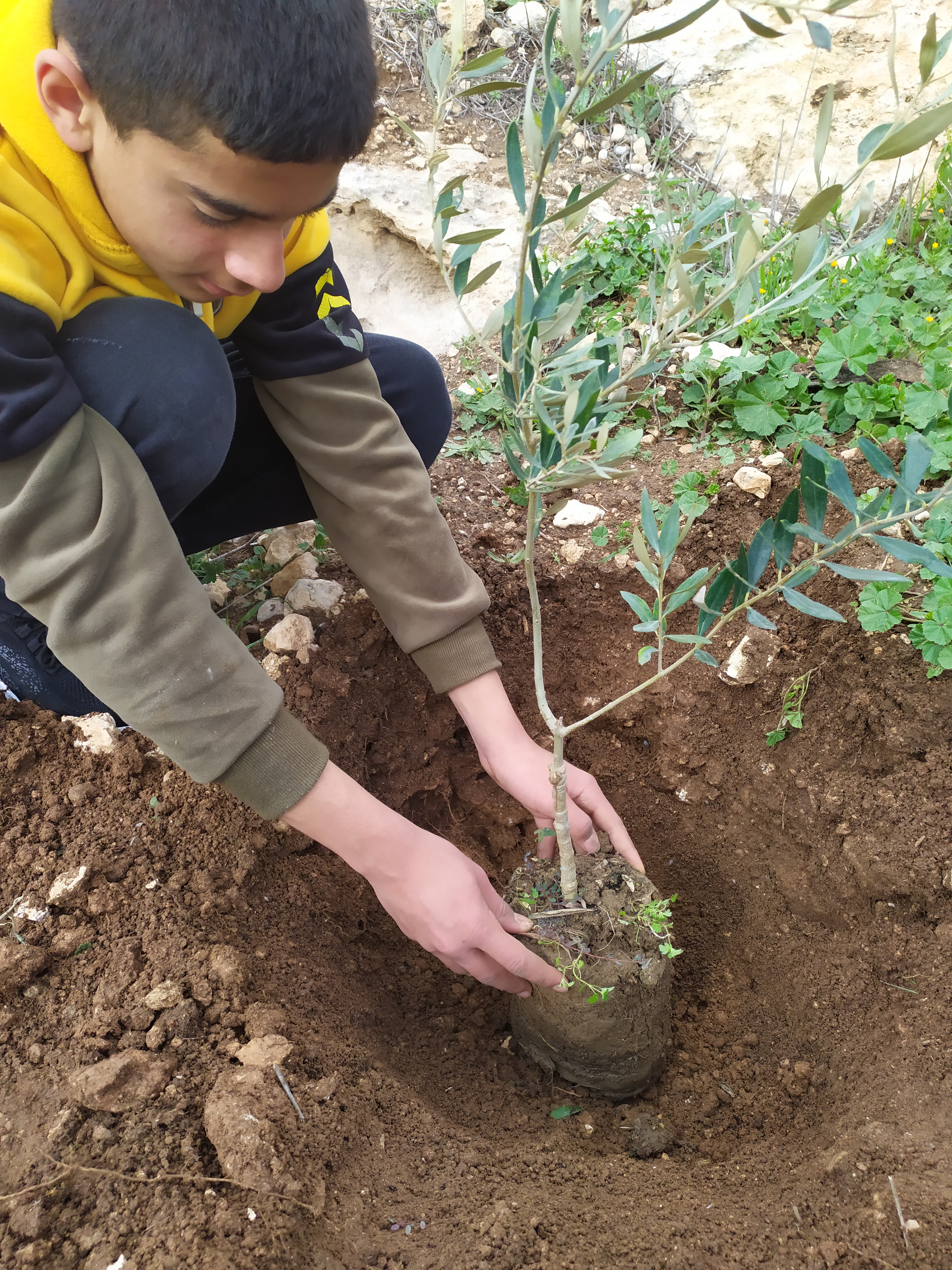
زراعة أشجار الزيتون في فلسطين
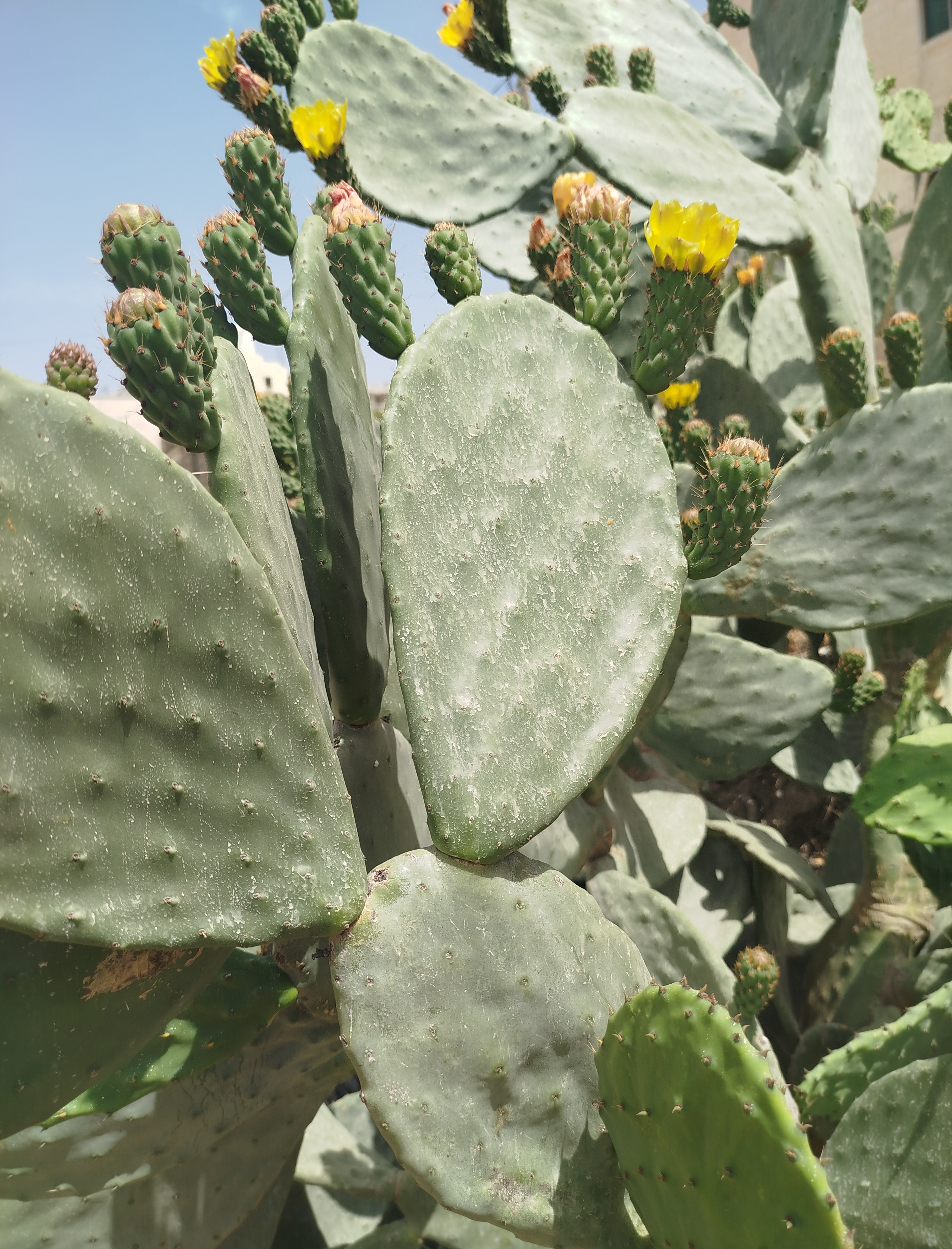
صبر فلسطيني خضاري
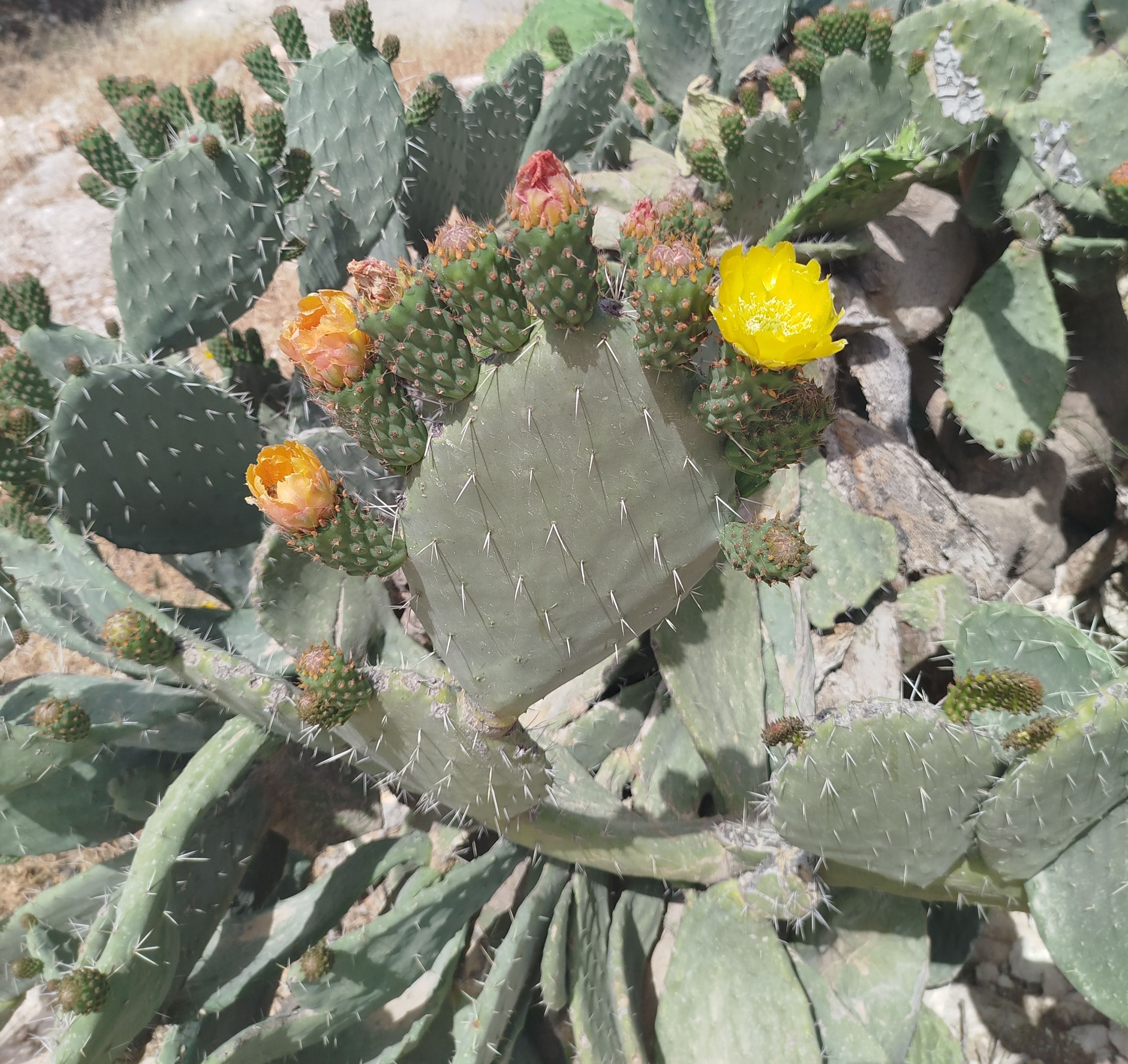
صبر فلسطيني بلدي
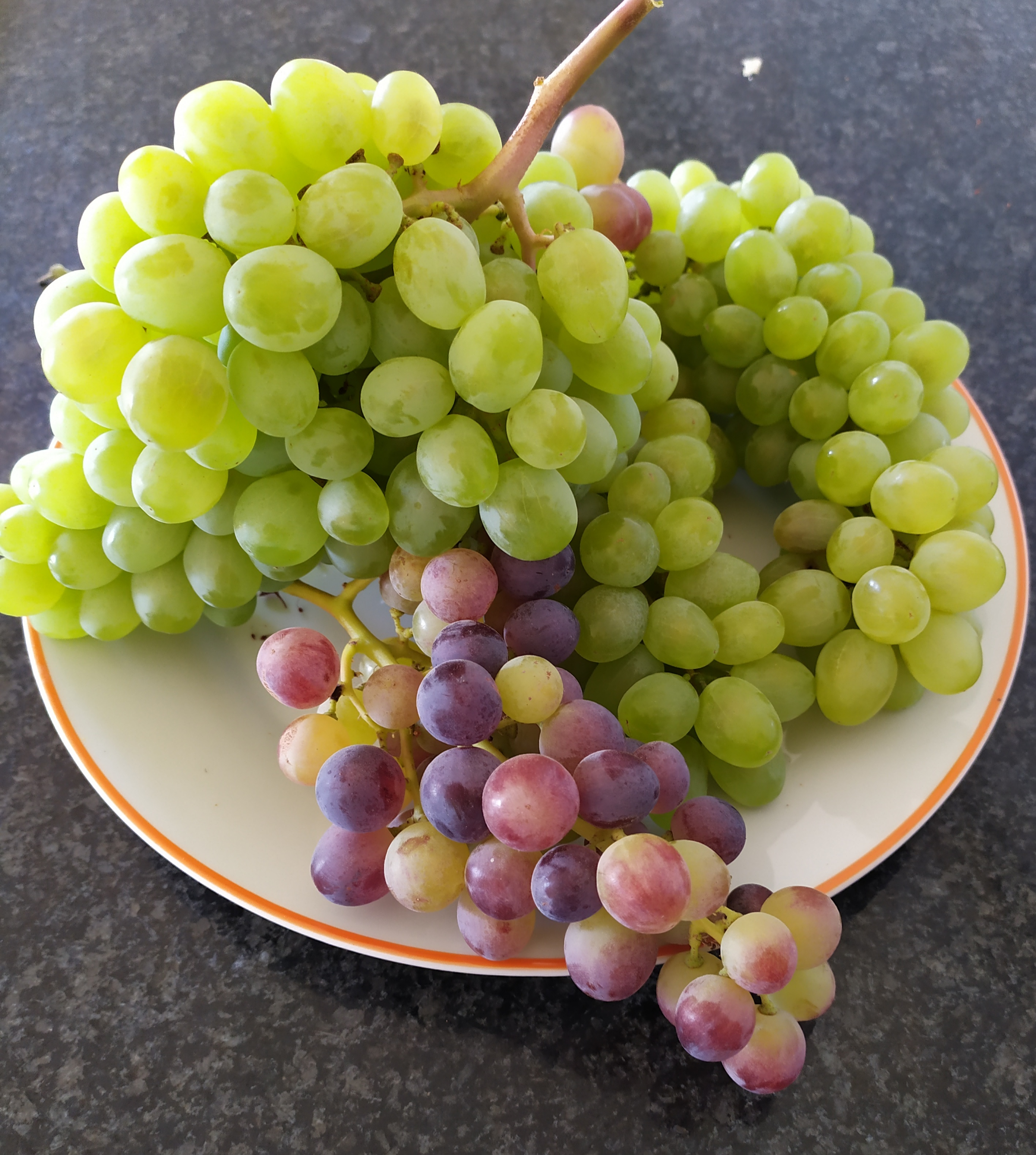
ثمار عنب فلسطيني، جنوب الضفة الغربية
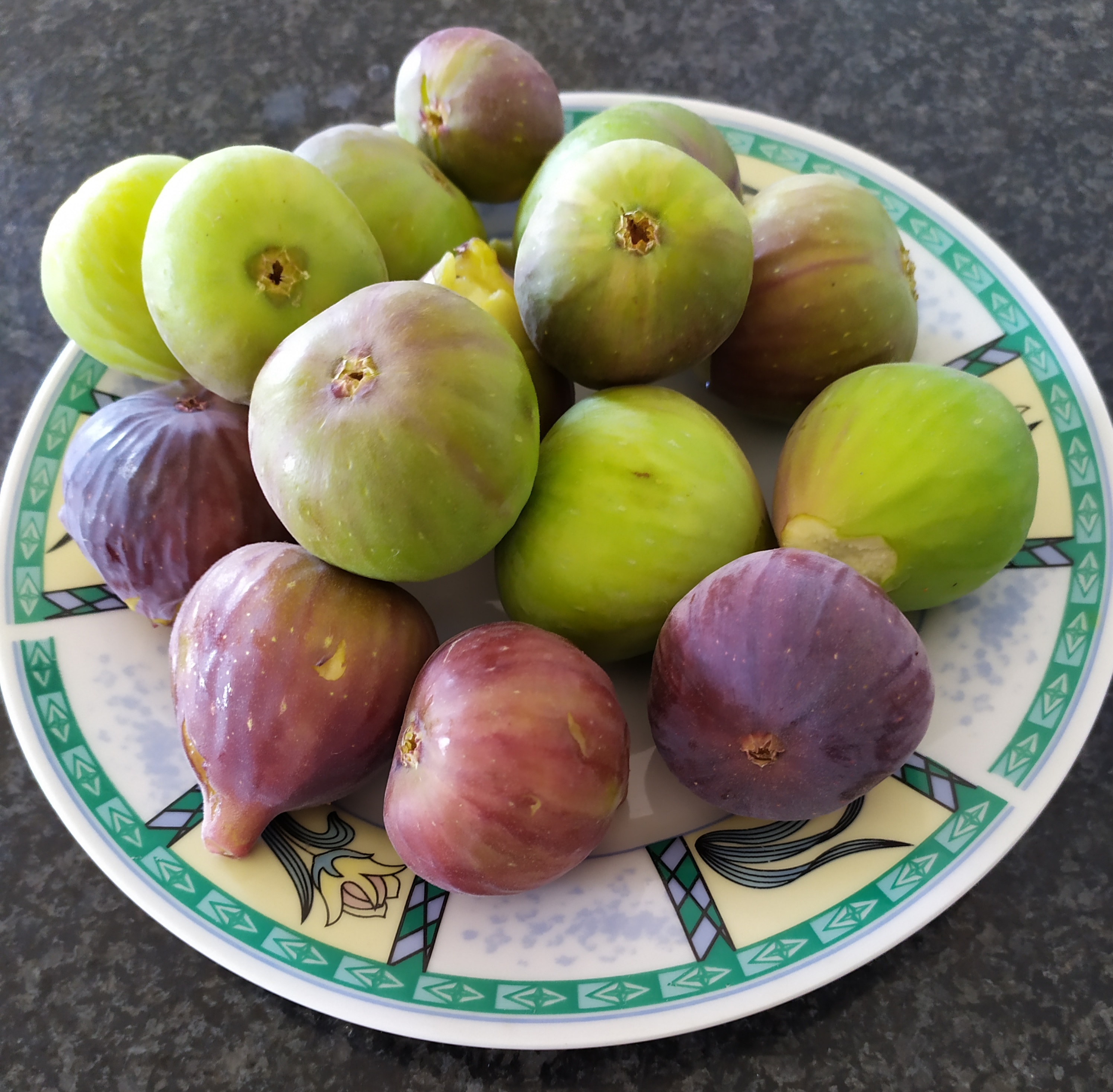
ثمار تين فلسطيني